# Freddi Fish
Freddi Fish is een personage uit acht computerspellen, bedacht door Humongous Entertainment, bedoeld voor kinderen tot ongeveer tien jaar.
Freddi Fish is een gele vis die de strijd aan gaat met andere soorten vissen die in de zee verkeerde dingen doen. Zij heeft een vriend, het kleine groene visje Loebas en hij gaat altijd met Freddi mee. Freddi is ingesproken door Leen Persijn en Loebas door Dirk Denoyelle. Hoewel Oma Octavia zowel Freddi als Loebas 'jongens' noemde in de Nederlandse vertaling van het eerste spel wordt in de andere spellen duidelijk gezegd dat Freddi een meisje is.
De spelletjes zijn point-and-click adventures, wat wil zeggen dat men verder kan komen in het spel door op het goede moment de juiste personen/voorwerpen te vinden en aan te klikken.
De spelletjes van Freddi Fish staan bekend om hun educatieve en grappige manier van spelen. Overal in het spel zijn er verborgen animaties of liederen. Ieder spel van Freddi Fish bevat een moraal.

## Spellen
In de reeks van Freddi Fish zijn acht spellen uitgebracht, daarvan zijn 5 avonturenspellen en 3 arcadegames.

### Avontuur
- Freddi Fish en het verhaal van de Verdwenen Zeewierzaadjes (1994)

De schatkist met daarin de zeewierzaadjes van Oma Octavia is gestolen. Freddi Fish en Loebas reizen de zee af op zoek naar boodschappen in flessen die ze uiteindelijk naar de schat brengt.
- Freddi Fish 2: Het Mysterie van de Spoken op School (1996)

Er is een spook op een school gesignaleerd dat het speelgoed van de leerlingen steelt. Wanneer Freddi en Loebas op de school komen merken ze al snel dat het geen echt spook is en zoeken ze voorwerpen waarmee ze een val kunnen bouwen. Als het nepspook in de val is gelopen, wordt al gauw duidelijk dat Freddi en Loebas het al eerder met de daders aan de stok hebben gehad.
- Freddi Fish 3: De Zaak van de Gestolen Trompetschelp (1998)

Freddi en Loebas reizen af naar een tropische zee voor een groot festival. In deze zee aangekomen, blijkt dat de grote trompetschelp van oom Benny is gestolen. Zonder deze schelp kan het festival niet doorgaan. Oom Benny zelf is bovendien de hoofdverdachte en zit dus voor niks in de gevangenis. Freddi en Loebas besluiten de schelp te zoeken, de dief te vangen en zo het bewijs te leveren dat Oom Benny onschuldig is.
- Freddi Fish 4: De Kidnapping in de Zilte Zee (1999)

Freddi en Loebas zoeken nicht Karin Katvis op in het Wilde Westen. Als ze aankomen, blijkt dat haar complete kudde zwijnvissen gestolen is. Freddi en Loebas besluiten op jacht te gaan naar de dieven en krijgen daarbij 'hulp' van onder andere Sheriff Gerrit Garnaal, tenminste, nadat hij zelf geholpen is.
- Freddi Fish 5: De Zaak Zeemonster (2001)

Freddi en Loebas willen naar het pretpark KoraalGrot. Onderweg blijkt dat burgemeester Merlijn het pretpark heeft gesloten omdat er in de buurt een zeemonster is gesignaleerd. Freddi en Loebas gaan, nadat ze de benodigde vergunning hebben aangevraagd, het park binnen om uit te zoeken wat het zeemonster daar doet.

### Arcadespellen
- Freddi Fish en Loebas' Water Werken
- Freddi Fish en Loebas' Dolle Doolhof
- Freddi Fish' Knutselbox